# Rali Ceredigion
El Rali Ceredigion es un evento de rally que tiene lugar en Aberystwyth, Ceredigion, Gales. El rally es el primer rally en la historia de Gran Bretaña en celebrarse en carreteras públicas cerradas a diferencia del pasado en donde se celebraban en carreteras y vías en terrenos de propiedad privada gracias al cambio en el Road Traffic Act (Ley de Tráfico por Carretera) aproado en 2017.
En 2024, el Rali Ceredigion pasa a formar parte del Campeonato de Europa de Rally siendo la penúltima fecha de la temporada. 

## Palmarés
| Año  | Edición                              | Piloto        | Copiloto        | Vehículo               | Series |
| ---- | ------------------------------------ | ------------- | --------------- | ---------------------- | ------ |
| 2019 | 1. Get Connected Rali Bae Ceredigion | Osian Pryce   | Dale Furniss    | Hyundai i20 R5         | BRC    |
| 2022 | 2. Get Connected Rali Ceredigion     | Hayden Paddon | Jared Hudson    | Hyundai i20 R5         | BRC    |
| 2023 | 3. JDS Machinery Rali Ceredigion     | Osian Pryce   | Stéphane Prévot | Volkswagen Polo GTI R5 | BRC    |
| 2024 | 4. JDS Machinery Rali Ceredigion     | Hayden Paddon | John Kennard    | Hyundai i20 N Rally2   | ERC    |